# عمر بن خطاب
ابوحفص عُمَر بن خطاب عدوی قریشی (به عربی: أَبُو حَفْصٍ عُمَرُ بْنُ الْخَطَّابِ الْعَدَوِيُّ الْقُرَشِيُّ) (۵۸۲/۵۸۳–۶۴۴ میلادی - ۴۰ قبل از هجرت - ۲۳ هجری قمری) ملقب به عمر فاروق، صحابهٔ محمد، از فرماندهان نظامی در سپاه صدر اسلام و خلیفه دوم از خلفای راشدین بود. مورخین تاریخ اسلام گاهی وی را خلیفه عمر اول و عمر بن عبدالعزیز را عمر دوم می‌نامند. عمر که خویشاوند قریشی و بعدها داماد او شد، در ابتدا با محمد مخالفت کرد. پس از مسلمان شدنش در سال ۶۱۶، او اولین مسلمانی بود که آشکارا در کعبه نماز خواند. عمر تقریباً در تمام جنگ‌ها و لشکرکشی‌ها در زمان محمد که به خاطر قضاوت‌هایش لقب فاروق را به او اعطا کرده بودند، شرکت کرد. پس از مرگ محمد در ژوئن ۶۳۲، عمر با ابوبکر (خلافت ۶۳۲–۶۳۴) به عنوان اولین خلیفه بیعت کرد و تا اوت ۶۳۴ به عنوان نزدیکترین مشاور خلیفه اول بود، ابوبکر در حال مرگ عمر را به عنوان جانشین خود معرفی کرد.
در دوران حکومت عمر بن خطاب گستردگی سرزمین اسلامی به شکل بی‌سابقه‌ای وسیع شد و بیشتر سرزمین‌های تحت حکومت ساسانیان به‌جز طبرستان، دو سوم امپراتوری روم شرقی را در بر می‌گرفت. حملات وی به شاهنشاهی ایران در دوران ساسانی در مدت کمتر از ۲ سال موجب سقوط این دودمان گردید. بنابر برخی منابع عمر از قدرتمندترین خلیفه‌ها در میان خلفای راشدین و نیز یکی از بزرگ‌ترین و تأثیرگذارترین فرمانروایان مسلمان در تمام طول تاریخ است. دوران خلافت وی از ۲۳–۱۳ هجری/۶۴۴–۶۳۴ میلادی است. وی دومین خلیفه از خلفای راشدین بود که تحت فرمان او، سپاهیان عرب، سرزمین بین‌النهرین و سوریه را فتح نموده و نیز استیلای بر ایران و مصر را آغاز کردند. بر اساس سنت یهود، عمر ممنوعیت یهودیان توسط مسیحیان را کنار گذاشت و آنها را به اورشلیم راه داد و ممنوعیت عبادت آنها را برچید. عمر در سنت اسلامی اهل سنت به عنوان یک حاکم بزرگ عادل و مظهر فضایل اسلامی مورد احترام است. اهل سنت او را دومین صحابی بزرگ محمد بعد از ابوبکر می‌دانند، این در حالی است شیعیان نگاهی منفی به او دارند.
پس از مهاجرت نخستین مسلمانان به مدینه که در سال ۶۲۲ میلادی انجام گردید، عمر به همراه دوست نزدیکش ابوبکر به یکی از مشاوران نزدیک محمد بدل شدند. در این سال جایگاه عمر در حکومت اسلامی به رهبری محمد، با ازدواج محمد بن عبدالله با حفصه دختر عمر ازدواج کرد. براساس منابع از جمله صحیح بخاری و صحیح مسلم، وی در ماجرای روز پنجشنبه نقش کلیدی داشته است.
در به خلافت رسیدن ابوبکر پس از مرگ محمد، عمر بن خطاب نقش مهمی را ایفا نمود. جانشینی ابوبکر که اهل مکه بود برای مسلمانان مدینه خوشایند نبود. در این گزینش تلاش عمر در قانع کردن و قبولاندن این جانشینی برای اهالی مدینه، نتیجه‌بخش بود. ابوبکر به عمر اطمینان ویژه‌ای داشت و او را جانشین خود قرار داد. عمر بن خطاب نخستین کسی بود که خود را امیرالمؤمنین نامید.
عمر در سراسر گستره حکومت اسلامی قوانین و سیاست‌های خود را در کنترل داشت و اصول حکومتی را برای حاکمان ولایات و سرزمین‌های تسخیر شده یادآوری می‌نمود. ساختار این اصول حکومتی و حقوقی در برخی از حکومت‌های پس از او همچنان پابرجا بود. عمر بن خطاب ۱۰ سال پس از به خلافت رسیدن در مرکز حکومت اسلامی (مدینه) در سال ۶۴۴ میلادی توسط شخصی ایرانی به نام پیروز نهاوندی کشته شد. بنا بر دانشنامه بریتانیکا، عمر حاکمی نیرومند، سختگیر در برابر متخلفان، پرهیزگار و خشن بود. اهل سنت به دلیل دادگری و اقتدارگرایی او احترام ویژه‌ای برای او قائل هستند. شیعیان معتقد هستند در رویداد غدیر خم محمد، علی را به عنوان جانشین خود تعیین نمود لذا ابوبکر، عمر و عثمان را سزاوار حکومت پس از محمد نمی‌دانند.

## کودکی و جوانی
عمر در مکه از طایفه بنی عدی به دنیا آمد که حکمیت بین قبایل را بر عهده داشتند. پدرش خطاب بن نفیل و مادرش حنتمه بنت هشام از قبیله بنی مخزوم بود. در جوانی در دشت‌های نزدیک مکه از شترهای پدرش مراقبت می‌کرد. پدر بازرگانش به خاطر هوش و ذکاوتش در میان قبیله اش شهرت داشت. خود عمر گفت: پدرم خطاب مردی سفاک بود، مرا به کار می‌کشید و اگر کار نمی‌کردم مرا کتک می‌زد و تا سر حد خستگی کارم می‌کرد."
با وجود اینکه سواد در عربستان پیش از اسلام رایج نبود، عمر در جوانی خواندن و نوشتن را آموخت. گرچه خود شاعر نبود، اما به شعر و ادب علاقه داشت. بنا به سنت قریش، عمر در سنین نوجوانی، فنون رزمی، اسب سواری و کشتی را فرا گرفت. او قد بلند داشت، از نظر بدنی قدرتمند و کشتی‌گیر معروفی بود. او همچنین خطیب با استعدادی بود و در میان قبایل جانشین پدرش شد.
عمر تاجر شد و سفرهای متعددی به روم و ایران کرد و گفته می‌شود که در آنجا با دانشمندان مختلفی ملاقات کرده و جوامع رومی و ایرانی را تحلیل کرده است. او در بازرگانی و تجارت ناموفق بود. عمر نیز مانند اطرافیان خود در دوران جاهلیت به مشروب خواری علاقه داشت.

## اسلام آوردن و فعالیت‌ها در زمان محمد
عمر در ابتدا از دشمنان نهضت اسلام بود اما پس از اینکه آیاتی از قرآن از خواهرش فاطمه و شوهر خواهرش با نام سعید بن زید شنید، اسلام آورد و تمام توان خود را در این راه به کار گرفت. به خاطر کارهای عمر در اسلام، به وی لقب پولس اسلام را داده‌اند. گرچه تنها وجه اشتراک عمر و پولس، تبدیل شدن آن‌ها به یک مدافع سرسخت دینی که قبلاً با آن می‌جنگیدند بوده است. سن عمر در هنگام مسلمان شدن را ۲۹ سالگی دانسته‌اند که پیش از هجرت محمد به مدینه و در سال ۶۱۵ میلادی، بوده است. عمر پیش از اسلام از طرف پدر جزو قبیله‌ای از قریش به نام بنو عدی (عدی بن کعب) و از طرف مادر جزو بنی مخزوم بود و جایگاه آن چنانی‌ای نداشت (گرچه ممکن است سعی کرده باشد که جایگاه خود را ارتقا دهد)، اما پس از هجرت به مدینه یکی از فرماندهان اسلام گردید و بیشتر نقش مشاوره‌ای داشت تا نقش یک سرباز. با وجود این که در جنگ‌های بدر و احد و دیگر غزوات حضور داشت، اما در منابع چیزی در مورد جنگاوری‌اش، همانند علی و دیگر صحابه، نقل نشده است.
عمر مدعی بود که سه آیه از قرآن در شان او نازل شده است (۱۲۵ بقره، ۵۳ احزاب، ۶ واقعه).
عمر در طی جنگ بدر، دایی خود را که جز سپاهیان قریش بود، عاص بن هشام بن مغیره مخزومی را به قتل رساند.
ازدواج محمد با دختر او حفصه در سال ۶۲۵ میلادی، نشانگر مقام و رتبهٔ عمر در سرزمین عربستان بود. پس از مرگ محمد، او نقش بسیار مهمی در آشتی دادن و جلب موافقت و بیعت مسلمانان اهل مدینه، در پذیرفتن ابوبکر که اهل مکه بود، به عنوان جانشین محمد ایفا کرد.
با وجود اینکه شخصیت عمر و ابوبکر با هم متفاوت بود، اما شباهت‌شان در مورد این که هر دو پدر زن محمد بودند، جای هیچ گونه حسادت را بین این دو باز نمی‌کرد. عمر بدون شک از مغزهای متفکر گروه نزدیک به محمد بوده است. دانشنامهٔ اسلام به نظری از لامنز اشاره می‌کند که به عقیدهٔ او ابوبکر، عمر و ابوعبیده بن جراح، مثلثی را تشکیل می‌دادند که محمد را در انحصار خود می‌گرفتند و از طریق دخترانشان عایشه بنت ابوبکر و حفصه بنت عمر بر رای وی چه به‌طور مستقیم و چه به‌طور غیر مستقیم، تأثیر داشتند. اما دانشنامه اسلام این نظر را در حالت کلی رد می‌کند و معتقد است که عمر نه در زمان محمد و نه در زمان ابوبکر نمی‌خواسته نگاه‌ها را به سمت خود منعطف کند.

## دوران خلافت ابوبکر
پس از درگذشت محمد در ۱۱ هجری/۶۳۲ میلادی، عمر در اخذ رای برای ابوبکر نقشی اصلی داشت. در زمان خلافت ابوبکر، وی نزدیک به مسند قدرت ابوبکر بود و در مواقعی حتی بیشتر و سرسخت تر از خود ابوبکر، مدافع وی بود.

### حمله عمر به خانهٔ علی
حمله به خانه فاطمه زهرا دختر محمد، «حَرق دار» به واقعه‌ای اشاره می‌کند که ابوبکر پس از انتخاب شدن به عنوان خلیفه مسلمانان به همراه عده‌ای از همراهان از جمله عمر به قصد گرفتن بیعت به خانه علی می‌رود و در آنجا با مقاومت علی و فاطمه روبرو می‌شود.

## خلافت
پس از مرگ ابوبکر در ۱۳ هجری/۶۳۴ میلادی به خلافت مسلمانان منصوب شد. مسئله اینکه آیا ابوبکر وی را به عنوان جانشین خود انتخاب کرد یا نه، مورد بحث تاریخ‌نگاران و حقوق‌دانان بوده است. لوی دلا ویدا و کائتانی معتقدند که عمر به سنت قدیمی اعراب، خلافت را به صورت دوفاکتو (رسمی و شرعی) با حمایت صحابه از آن خود کرد. کائتانی همچنین معتقد است که عمر چه قبل و چه بعد از خلافت با اشراف مکه مانند آل امیه روابط حسنه داشته و به سمت آن‌ها تمایل داشته است. اما مادلونگ نظر دیگری دارد و معتقد است که برخی افراد قریش مانند خالد بن ولید که در زمان ابوبکر والی بوده‌اند، مخالف خلافت عمر بوده‌اند و از آنجایی که ابوبکر به عمر وابستگی قابل توجهی داشت، چاره‌ای نداشت که عمر را به خلافت بعد از خودش برگزیند.
عمر پس از ابوبکر در سال ۶۳۴ میلادی، به خلافت مسلمین رسید و نخستین کسی بود که لقب «امیرالمؤمنین» را برای خود برگزید.

### ازدواج عمر با دختر علی
به نوشته دانشنامهٔ بریتانیکا، علی دخترش ام کلثوم را به ازدواج عمر درآورد. به نوشته ویلفرد مادلونگ، عمر به‌دنبال این بود که علی، پسر عموی پیامبر را به خود نزدیکتر کند. او به‌طور منظم با علی به همراه سایر صحابه اولیه پیامبر مشورت می‌کرد و بر ازدواج با ام کلثوم دختر علی و نوه پیامبر اصرار می‌کرد. ام کلثوم، که در آن زمان طفلی بود با این ازدواج مخالفت کرده بود که دلیل آن محتملاً، شهرت عمر در برخورد خشن و سختگیرانه با مردم و زنان خود بود. علی خودش نسبت به این ازدواج بی علاقه بود اما سرانجام بعد از حمایت علنی مهاجرین و انصار از این ازدواج، علی تسلیم شد. در ازای این ازدواج علی از عمر خواست تا اراضی ینبع در نزدیک کوه رضواء را به او ببخشد. عمر اراضی ینبع را به علی بخشید و این زمین‌ها بعدها به فرزندان حسن بن علی رسید. ویلفرد مادلونگ از دلایل دیگر علاقه عمر به ازدواج با ام کلثوم، نوه محمد را، رسیدن به سطح اجتماعی کسانی مانند عثمان می‌دانست؛ زیرا برخلاف عثمان که با دو دختر محمد ازدواج کرد. محمد هیچ‌کدام از دخترانش را به ازدواج عمر و ابوبکر درنیاورده بود. هرچند دختران آن‌ها را به همسری گرفته بود. آلفرد گیوم می‌گوید که فرزندان حاصل ازدواج عمر و ام کلثوم، زید و دختری (که نامش برای ما ناشناخته است) است.

بر اساس برخی گزارش‌ها تاریخی شیعه و سنی، ام کلثومی که عمر با او ازدواج کرد، دختر ابوبکر بوده است. موضوع ازدواج را شیخ مفید با تکیه بر اینکه راوی ماجرا، یعنی زبیر بن بکار با آل علی دشمنی داشته است رد می‌کند و ذکر می‌کند آن کسی که عمر با او ازدواج کرده بوده است ام‌کلثوم بنت ابوبکر بوده است که پس از مرگ عمر، به خانه علی آورده می‌شود. همچنین محیی‌الدین نووی، مهم‌ترین شارح صحیح مسلم در کتاب تهذیب الاسماء می‌گوید عمر با امّ‌کلثوم دختر ابوبکر ازدواج کرده است. او می‌نویسد:
أختا عائشة: اللتان أرادهما أبو بکر الصدیق، بقوله لعائشة: إنما هما أخواک وأختاک، قالت: هذان أخوای، فمن أختای؟ فقال: ذو بطن بنت خارجة، فإنی أظنها جاریة. ذکر هذه القصة فی باب‌الهبة من المهذب، وقد تقدم بیانهما فی أسماء الرجال فی النوع الرابع فی الأخوة، وهاتان الأختان هما أسماء بنت أبی بکر، وأم کلثوم، وهی آلتی کانت حملاً، وقد تقدم هناک إیضاح القصة، وأم کلثوم هذه تزوجها عمر بن الخطاب.
اکثر نسب شناسان شیعه نیز همین کلام نووی را قبول داشته و امّ‌کلثوم همسر عمر را از نسل علی بن ابی طالب نمی‌دانند.

### فتوحات در زمان عمر

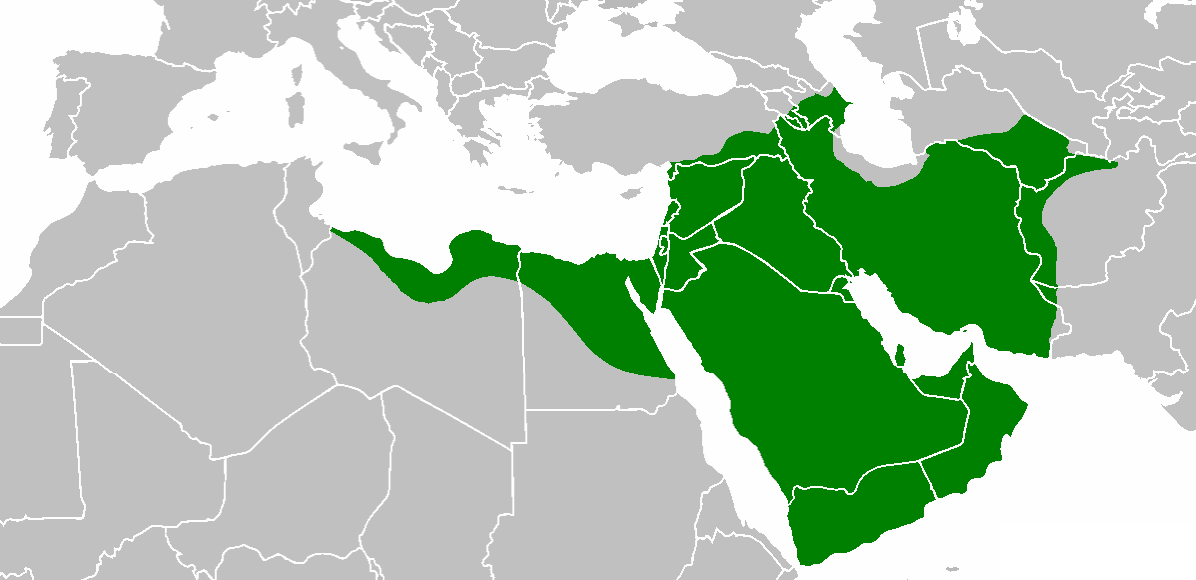
وسعت امپراتوری اسلام در اواخر خلافت عمر بن خطاب، سال ۶۴۴ میلادی.

وقتی که عمر به خلافت رسید، فتوحات مسلمانان آغاز گردید و توانستند شام، عراق، الجزیره، ایران و کشورهای دیگر را فتح کنند. دانشنامهٔ اسلام بر این باور است منابع عربی عموماً تمایل دارند که نقش فرماندهی و کنترل عمر را در این فتوحات، بیشتر از حد سیاسی و فنی که ممکن بود، بالاتر نشان دهند، اما در عین حال معتقد است که عمر هوش بالایی در امور استراتژیکی و سیاسی داشته است.
وی با خالد بن ولید با شدت برخورد کرد همچنان‌که در دوران خلافت ابوبکر، با خالد بن سعید بن عاص این چنین کرده بود. عمر افرادی مانند ابو عبیده بن مسعود و سعد بن ابی وقاص را که پشتوانه قبیله‌ای محکمی نداشتند و جزو قبایل پایین به حساب می‌آمدند و ترسی از آنان به جهت ایجاد یک حکومت مستقل در مناطق فتح شده نبود، را به فرماندهی منصوب کرد. عمر همچنین افرادی از قبایل اشرافی مکه را به کار حکومت گماشت؛ مثلاً معاویه بن ابوسفیان را در سال ۱۸ هجری/۶۳۹ میلادی جانشین برادرش یزید در امارت شام نمود. وقتی که عمرو عاص در فتح مصر پیش دستی نمود، وی به نشانه یک تدبیر سیاسی، حق عمرو را در امارت آنجا محفوظ داشت، اما با این وجود، زبیر را به آنجا فرستاد تا بر عمرو نظارت داشته باشد. اما عمر، صحابیون برجسته و طراز اول را به امارت هیچ جایی نگماشت و آن‌ها را در نزد خود در مدینه نگهداشت و بر آنان نظارت می‌کرد. با این وجود از غنایم سرزمین‌های فتح شده عراق و شام، به آنان اموالی می‌داد.
در حالی که فتوحات رو به پیشرفت بود، عمر اکثراً در مدینه ماند. اما یک بار یا دو بار برای رسیدگی به امور شام خود وی به آنجا رفت. تاریخ این سفرها در منابع بین سال‌های ۱۷–۱۵ هجری/۸–۶۳۶ میلادی ذکر شده است. در منابع در مورد این سفر، روایات گوناگونی آمده است. عمر در جابیه توقف نمود و در آنجا با فرماندهان خود مشورت نمود. بر طبق برخی روایات پیکی از اورشلیم (بیت‌المقدس) به وی رسید که حاکی از آن بود که با ضمانت عمر، پیمان نامه صلح بین وی و مردم آنجا برقرار شود. برخی روایات می‌گویند که عمر به اورشلیم رفت و در آنجا اسقف و مردم شهر با وی صلح کردند. باس نشان داده است که اورشلیم باید یک سال قبل از آن تسلیم شده باشد و این روایات گوناگون باید در مورد مراحل اسلامی‌سازی شهر اورشلیم و تبدیلش به بیت‌المقدس مربوط باشد. پس از تسلیم مردم آنجا، عمر در آنجا پیمان نامه‌ای میان مردم اورشلیم و مسلمانان نوشت که در آن حقوق و وظایف هر دو گروه مشخص شده بود که به عهد عمر معروف است. دانشنامه اسلام می‌نویسد که این پیمان نامه، الهام بخش نسلهای بعدی شده و به عنوان وجههٔ مناسب از عمر محسوب می‌گردد و هیچگاه به اندازه زمان عمر، گروه‌های سیاسی مسلمانان به این حد از استحکام نرسیده بودند.
در زمان عمر، زندگی مسلمانان دستخوش تغییرات اساسی گردید. مسلمانان در مناطقی که فتح می‌شدند، همان ساختار اداری پیشین و سکه رایج، اعضای دربار و زبان رسمی آن منطقه را ادامه می‌دادند. اما مدتی بعد دیوانی تشکیل شد که نام تمامی کسانی که از مستمری‌های نظامی بهره می‌گرفتند، در آن ثبت می‌گردید. در توزیع درآمدها در این دیوان، به سابقه مسلمانان در اسلام و قدرت قبیله‌ای‌شان توجه می‌شد. (البته گاهی معیار قدرت قبیله‌ای با میزان درآمد اختصاص یافته رابطه معکوس داشت). تأسیس دیوان به عمر نسبت داده می‌شود و سیاستی بود که بیشتر برای اهل سواد عراق تدوین شده بود. اما دلایل دیگری هم داشت. مانند جلوگیری از اقامت پراکنده اعراب به صورت قبایل اشرافی در مناطق فتح شده جدید. عمر دوست داشت مسلمانان به جای اینکه در شهرها یکجا جمع گردند، هر لحظه آماده لشکر کشی باشند و هر کدام از آنان نقش یک سرباز را داشته باشد و ضمناً از عطاهای غنایم مناطق فتح شده نیز بهره‌مند گردند؛ بنابراین، مردمی که مناطقشان فتح شده و مسلمان نشده‌اند، مال و جانشان محافظت شود و بتوانند فرایض دینی خود را انجام دهند و در کنار آن، این شهرها بتوانند به عنوان منبع درآمدی برای نسلهای بعدی مسلمانان حساب گردند. پایه‌گذار فلسفه مالکیت زمین به عمر نسبت داده می‌شود. وی پادگانهای نظامی نیز تأسیس کرد که بعداً مبدل به شهرهای آبادی گردیدند. گرچه نسلهای بعدی مسلمانان باعث پیشرفت تشکیلات اداری و حقوقی گردیدند اما ایده اولیه خدمات نظامی، مالیات و پاسبانی مناطق به عمر منسوب می‌گردد.

### نحوه حکومت‌داری عمر
همهٔ انتصاب‌ها از طریق نوشته ابلاغ می‌شد؛ و همراه حکم انتصاب شیوه و راهنمای حکومت داری نیز برای والیان ابلاغ می‌شد که آن‌ها ملزم بودند آن را در مسجد هنگام تحویل گرفتن مقام خود برای مردم بخوانند.
از کارهای دیگر عمر می‌توان به تأسیس دستگاه قضایی، تأسیس تقویم جدید اسلامی (مبدأ تاریخ هجرت محمد) و کارهای مذهبی و مدنی دیگری در زمینه‌هایی مانند نماز، حج، روزه، مجازات کیفری و تقریباً تمامی زمینه‌ها، می‌توان نام برد. البته نمی‌توان درستی قطعی اینها را از لحاظ تاریخی، تعیین نمود، ولی چیزی که مشخص است این است که عمر، در تمامی این کارها نقش اصلی داشته است. دربارهٔ نقش وی در جمع‌آوری قرآن، بحث است، اما می‌توان گفت که وی نقش مهمی در این زمینه داشته است. عمر همچنین دستور داد که تمامی مسیحیان و یهودیان مناطق نجران و خیبر از آنجا خارج شوند و سپس آنها را در جایی بیرون از شبه جزیره عربستان ساکن کرد و به غیر مسلمانان ۳ روز ملهت داد که به حجاز بروند و آنجا مقیم گردند.
مقام خلافت که در زمان ابوبکر، تنها به معنی جانشینی محمد تلقی می‌گردید، در دوران عمر، رنگ قاطعیت و اعتبار نیز به خود گرفت و عمر عنوان امیرالمؤمنین را برای اولین بار در مقام خلافت به کار برد. منابع حاکی از آن هستند که عمر، به خلافت به دیدی فراتر از آنچه که در مفهوم اسلامی اش تعریف شده می‌نگریست.
دوران حکومت وی را می‌توان به قدرتی کمتر از پولس و قدرتی بیشتر از یحیی تشبیه نمود. دانشنامهٔ اسلام بر این باور است که عمر معتقد به اختیاراتی در مقام خلافت بود که تهدیدی برای جایگاه واحد و دست نیافتنی محمد در اسلام بود و از حد اختیارات محمد تجاوز می‌کرد. احتمالاً این مهم از حدیثی ناشی می‌شود که محمد در آن گفته است اگر پیامبری بعد از من نازل می‌شد، آن شخص عمر بود. لقب فاروق که به عمر نسبت داده شده به معنای جداکننده حق از باطل است. ساچاو و لوی دلا ویدا معتقدند که ارتباطی بین کلمه عربی فاروق و کلمه سریانی پاروکا وجود دارد که در زبان‌های سامی به مفهوم منجی است. این دو محقق بر این باورند که کلمه فاروق با مفاهیم کتاب‌های آسمانی ادیان اهل کتاب خصوصاً دین یهود در ارتباط است. این لقب که گفته می‌شود توسط محمد به وی داده شده و احتمالاً مربوط به زمان ورود عمر به اورشلیم می‌شد و مفهومی منجی گونه به خود گرفته است.
مردم می‌توانستند بدون واسطه با عمر صحبت کنند و وی در این زمینه خود را با مردم برابر می‌دانست. با این وجود وی دوست داشت که اعتبار خود به عنوان خلیفه را داشته باشد و مردم از او حساب ببرند و حرمتش را نگهدارند. عمر سخت گیر و انعطاف‌ناپذیر بود و بنابر خیلی روایات، با شلاق خاطیان را تنبیه می‌نمود. وی هنگامی که به جابیه رفته بود، وقتی دید که فرماندهان مسلمانان برای وی پارچه ابریشمی پیشکش کرده‌اند، به سوی آنان سنگ پرتاب کرد. سخت‌گیری و خشونت وی به حدی بود که علی و دیگر صحابه به مخالفت وی پرداختند و روش آرامتری از وی داشتند.
دانشنامه اسلام می‌نویسد عمر را می‌توان خلیفه‌ای نامید که سهم بسیار مؤثری در تشکیل یک قالب اجتماعی و سیاسی به امت اسلام داشته است. اما گسترش ناگهانی قلمرو اسلام، خطراتی را نیز برای آن به دنبال داشت. مسائل مختلف و چالشهای متعددی، جامعه اسلامی را تهدید می‌کرد مانند رابطه بین انصار و مهاجرین، آرزوهای اشراف مکه، بروز حس حسادت بین فاتحین سرزمین‌های جدید، مهاجرت اعراب به این سرزمین‌ها و اینکه آیا این اعراب که در میان این سرزمین‌های وسیع پراکنده شده‌اند، از دولت مرکزی مدینه تمکین می‌کنند یا نه. دونر معتقد است که این مسئله با اعمال قدرت بر روی قبایل حل می‌شده و اتحاد امت حفظ می‌شده است. با این حال مادلونگ معتقد است که امت دچار تفرقه زیادی شد. تنش‌های زیادی در امت اسلامی به وجود آمد که عواقبش بر سر عثمان آمد.

#### اخلاق عمر دربارهٔ تفسیر دین
بر اساس منابع اهل سنت، عمر بن خطاب با هرگونه بحث در مباحث مذهبی، حتی با سؤال و تفحص از معنی و عبارات و کلمات مشکله در قرآن مخالفت داشته، و خود هرگز درگیر چنان مباحثی نمی‌شد؛ و کسانی را که درگیر می‌شدند را مجازات و تبعید می‌کرد. سیوطی نقل می‌کند که عمر روزی در معنی کلمه‌ای در قرآن کریم تردیدی یافت، اما فوراً خاطر خود را از این فکر به چیز دیگری معطوف داشت تا ذهن خود را به چیزی که خداوند، معرفت آن را به وی واجب نساخته بود، مشغول ندارد. در دیگر منابع آمده که صبیغ بن عسل تمیمی از معنی برخی کلمات متشابه قرآن استفسار و در آن گفتگو می‌کرد. عمر او را تنبیه بدنی بسزایی کرده و از مدینه به بصره تبعیدش کرد و سپرد تا در آن شهر هم کسی با او تماس نگیرد.

## ترور و مرگ

### ترور
ظاهراً عمر، به مسئله خلافت بعد از خودش چندان فکر نمی‌کرده است. اما ممکن بود وی به ابوعبیدة بن الجراح نظر مساعد داشته باشد. اما ابوعبیده در سال ۱۸ هجری/۶۳۹ میلادی بر اثر طاعون درگذشت. همچنین در روایاتی که در بستر مرگ از عمر در کتب تاریخی ثبت شده، وی نام سالم بن معقل که از اصحاب ایرانی محمد بود را در صورت زنده بودنش به عنوان خلیفه بعدی ذکر می‌کند.سرانجام عمر در ۶۱ یا ۶۳ سالگی در ۲۶ ذی الحجه ۲۳ هجری/۳ نوامبر ۶۴۴ میلادی توسط پیروز نهاوندی یا ابولؤلؤغلام مغیره بن شعبه والی بصره، با ۳ یا ۶ ضربه با خنجر ۲ سر کشته شد. برخی شیعیان بر این باورند که قتل او در ۹ ربیع‌الاول واقع شده است. انگیزه این قتل این بود که ابولؤلؤ در مورد مالیاتی که مغیره بن شعبه از وی خواسته بود و به نظر ابولؤلؤ سنگین می‌آمد به عمر شکایت برد اما عمر به دلیل اینکه ابولؤلؤ دارای سه شغل (نجاری، نقاشی و آهنگری) بود مالیات را سنگین تشخیص نداد و سپس ابولؤلؤ عمر را تهدید کرد. کائتانی در این زمینه بر این باور است که ابولؤلؤ وسیله‌ای برای توطئه قتلی از سوی صحابیونی چون علی، طلحه و زبیر بوده است و عبید الله بن عمر (که در جنگ صفین در سال ۳۷ هجری کشته شد) به این توطئه معتقد بوده اما دست به عملی دیوانه وار زده است. دانشنامه اسلام معتقد است محققانی چون لاوی دلا ویدا و مادلونگ نشان داده‌اند که این دیدگاه کائتانی بی‌پایه و اساس است. عمر هنگامی که در بستر مرگ بود، دستور داد شورایی برای تعیین خلیفه بعدی تشکیل شود. پس از بحث و مناقشه بسیار، عثمان بن عفان به خلافت پس از وی منصوب گردید این در حالی بود که به خلافت پس از خودش نیندیشیده بود. وی پس از مرگ، در اتاق عایشه با اجازه وی، در شهر مدینه و در کنار محمد و ابوبکر دفن شد.

### اختلاف‌ها در تاریخ مرگ عمر بن خطاب
با وجود آنکه در منابع شیعه، عمر بن خطاب به جهت اقداماتش نسبت به خاندان اهل بیت پیامبر اسلام، همواره مورد طعن بوده است و قاتل او مورد مدح و تمجید منابع شیعی قرار گرفته است؛ اما منابع در تاریخِ درگذشت او دچار اختلاف‌اند.

#### بیست و ششم ذی‌الحجه
بیشتر مورخان شیعه و سنی، تاریخ مرگ عمر بن خطاب را بیست و ششم تا بیست و نهم ذی‌الحجه گزارش کرده‌اند. از این میان می‌توان به ابن سعد، یعقوبی، خلیفه بن خیاط، مسعودی، طبری، ابن اعثم و بلاذری اشاره کرد. ابن ادریس حلی از دانشمندان قرن ششم ه‍. ق، معتقد است که تاریخ مورد اجماع مورخان در خصوص مرگ عمر بن خطاب، تاریخ بیست و ششم ذی‌الحجه است. او نظری که تاریخ مرگ عمر را نهم ربیع عنوان می‌کند، اشتباه می‌داند. طبری روز مرگ عمر بن خطاب را به نقل از مسعود بن مخرمه، سه روز مانده از ذی‌الحجة سال بیست و سوم ه‍.ق می‌داند و در ادامه گزارش می‌کند که یک روز از ذی‌الحجة مانده بود که مردم با عثمان بیعت کردند. ابن ادریس حلی نیز نظر برخی مبنی بر وقوع قتل عمر در نهم ربیع‌الاول را خطا می‌انگارد و تاریخ دقیق قتل عمر را بیست و نهم ذی‌الحجه می‌داند. از میان دانشمندان شیعه، رضی‌الدین حلی، علامه حلی، سید بن طاووس و ابراهیم کفعمی نیز در آثارشان، به تحقق ترور عمر بن خطاب در ذی‌الحجه تصریح کرده‌اند.

#### نهم ربیع‌الاول
به گزارش صادقی کاشانی، سخن از مرگ عمر بن خطاب در روز نهم ربیع‌الاول، از قرن ششم ه‍.ق در منابع وجود داشته است. این دیدگاه در دوران صفویه به شهرت رسید. عبدالجلیل رازی قزوینی در کتاب النقض، تاریخ مرگ عمر بن خطاب را روز نهم ربیع‌الاول گزارش می‌کند. وی در این گزارش، منبع مطلب را ذکر نمی‌کند. هاشم بن محمد نیز دیگر عالم قرن ششم ه‍.ق است که در کتاب مصباح الانوار روایتی از احمد بن اسحاق معروف به حدیث رفع القلم را گزارش می‌کند بر اساس آن، عمر بن خطاب در نهم ربیع‌الاول به قتل رسیده است. محمدباقر مجلسی دلیل اصلی قول به نهم ربیع‌الاول را همین روایت احمد بن اسحاق می‌داند. سید بن طاووس از عالمان قرن هفتم ه‍.ق نیز بدون ذکر نام عمر بن خطاب، می‌نویسد: «گروهی از برادران ما و مردم عجم، روز نهم ربیع را بزرگ می‌دارند و معتقدند یکی از دشمنان خدا و رسولش در این روز مرده است.» مجلسی در جای دیگری از کتاب خویش، با تذکر به اینکه قول به قتل عمر بن خطاب در تاریخ بیست و ششم ذی‌الحجة در منابع امامیه مشهور است، اما کمی بعد، آنچه در روزگار خویش در میان شیعیان مورد شهرت قرار گرفته است را روزی از روزهای ربیع‌الاول گزارش می‌کند که از اعیاد به‌شمار می‌آید. او برای اعتبار روز نهم ربیع‌الاول، به قولی از فرزند سید بن طاووس در زوائد الفوائد استناد می‌کند. او همچنین روایتی طولانی را از کتاب المحتضر اثر شیخ حسن ابن سلیمان نقل می‌کند احمد بن اسحاق قمی، روز نهم ربیع الاول را یکی از اعیاد مهم گزارش می‌کند و به نقل از حسن عسکری در فضیلت این روز مواردی را برمی‌شمرد. مجلسی با اشاره به قول سید بن طاووس در کتاب الاقبال مبنی بر اینکه سید، روایتی را در عظمت روز نهم ربیع الاول یافته است، احتمال می‌دهد که این روایت، در آثار شیخ صدوق به رویت سید بن طاووس رسیده است. مجلسی سرسختانه از وقوع قتل عمر بن خطاب در روز نهم ربیع‌الاول دفاع می‌کند و این احتمال را می‌دهد که اهل سنت برای ایجاد تردید در میان شیعیان، روز قتل عمر بن خطاب را در ۲۶ ذی‌الحجة گزارش کرده‌اند و قصد داشتند با این کار از عید گرفتن شیعیان در این روز جلوگیری کنند.

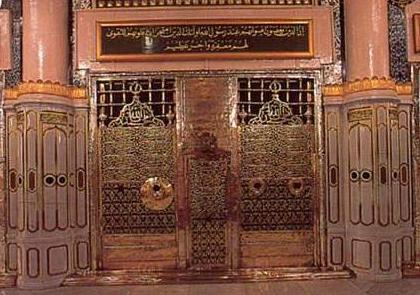
محل دفن عمر بن خطاب در مسجد النبی (مدینه، عربستان)

در منابع شیعه، از دلایل تاریخی برای تقویت قول نهم ربیع‌الاول یاد شده است. چینش زمانی منابع تاریخی اهل سنت در سه واقعه مرگ ابوبکر، آغاز حکومت عمر بن خطاب و طول زندگانی عمر در دوران خلافتش یکی از استدلال‌های مطرح شده در این زمینه است. بر این اساس، با توجه به فاصله زمانی بین مرگ ابوبکر تا مرگ عمر بن خطاب، واقعه ترور عمر باید در ماه ربیع‌الاول یا پایان ماه صفر اتفاق افتاده باشد. در این خصوص سیوطی در تاریخ الخلفاء روز به خلافت رسیدن عمر را روزی از جمادی‌الآخر سال ۱۳ ه‍.ق گزارش می‌کند. زهری و حاکم نیشابوری نیز شبیه به این گزارش را عنوان کرده‌اند. از سوی دیگر یعقوبی در تاریخ خویش، در خصوص مدت زمان خلافت عمر بن خطاب، مدت‌زمان ۱۰ سال و ۸ ماه را عنوان می‌کند. ابن عماد در شذرات الذهب و یافعی در مرآة الجنان مدت‌زمان خلافت را ۱۰ سال و ۷ ماه و ۵ شب عنوان کرده‌اند. با در نظر گرفتن گزارش تاریخ یعقوبی، ترور عمر بن خطاب در روزهای پایانی ماه صفر یا روزهای ابتدایی ماه ربیع‌الاول واقع شده است. با در نظر گرفتن گزارش ابن عماد و یافعی، این ترور باید در اواخر ماه محرم تا اوایل ماه صفر اتفاق افتاده باشد. با این وجود منابعی دیگر همچون معجم الکبیر طبرانی و مجمع الزوائد هیثمی، سال مرگ و مدت خلافت ابوبکر را ۲ سال و نیم بعد از درگذشت محمد گزارش کردند. بدین ترتیب و با توجه به درگذشت محمد در اواخر ماه صفر — به گزارش شیعیان — یا اوایل ماه ربیع‌الاول — به گزارش منابع سنی — درگذشت ابوبکر در ماه شعبان واقع شده است و با توجه به گزارش‌های منابع سنی، امکان وقوع درگذشت عمر بن خطاب در اواخر ماه ذی‌الحجه، منتفی به نظر می‌رسد. مجلسی همچنین استبعاد ابن ادریس در این خصوص را نیز بی‌مورد عنوان می‌کند و دلیلش را شهرت قول نهم ربیع‌الاول در اقوال علما شیعه می‌داند. افندی نیز همچون مجلسی، در تحفه فیروزیه به تحریف اهل سنت در خصوص تغییر تاریخ مرگ عمر بن خطاب از نهم ربیع‌الاول به بیست ششم ذی‌الحجه، مطالبی را مطرح می‌کند. افندی مطلبی را در کتاب ریاض العلماء و حیاض الفضلاء، به نقل از کتاب نواقص الروافض میرزا مخدوم شریفی، گزارش می‌کند که بر اساس آن شیعیان کاشان، در روز بیست و ششم ذی‌الحجه، بر مزار ابولولوء جمع می‌شوند و مراسم عمرکشان می‌گیرند. افندی در کتاب دیگرش تحفه فیروزیه، توضیح می‌دهد که اهل کاشان با وجود شیعه بودن، تحت فشار سنی‌ها قرار گرفتند و اکثراً سنی شدند؛ اما کمی بعد، مجدد با فعالیت‌های شیخ علی کرکی، تاریخ صحیح نهم ربیع‌الاول به عنوان روز قتل عمر بزرگداشت شد. این مورد به تأیید شاه طهماسب نیز رسید. یکی دیگر از کسانی که قول نهم ربیع‌الاول را تقویت می‌کند، علی کرکی در کتاب عقدالدرر فی بقر بطن عمر است. سید بن طاووس در کتاب اقبال، معتقد است که شاید روز کشته شدن عمر بن خطاب، نهم ربیع‌الاول نباشد و احتمال دارد این روز به جهت آغاز ولایت حجت بن الحسن یا روزی که قاتل عمر بن خطاب، عزم و قصد کشتن عمر بن خطاب را کرده‌باشد مورد توجه شارع قرار گرفته و عید اعلام شده است. قول به کشته‌شدن عمر در نهم ربیع، هرچند با گزارش‌های منابع دیگر در تنافی است، اما تا پیش از به سر کار آمدن صفویه، چندان شهرتی نداشت. به گزارش مجلسی، پس از رواج تشیع در دوران صفویه، مراسمی نیز در این روز توسط شیعیان برگزار می‌شد.

## دیدگاه‌ها دربارهٔ عمر
شیعیان به بسیاری از رویکردها و عملکردهای عمر انتقاداتی دارند:
شیعیان معتقدند تغییر جریان خلافت در سقیفه برخلاف دستورهای پیامبر بوده است؛ همچنین شیعیان معتقد به بی‌حرمتی او به فاطمه هستند. شیوه انتصابش به مقام خلافت و نیز انتخاب شورا برای خلیفه بعد از خود، مدل حکومت‌داری، به عقیده شیعیان، ایجاد بدعت‌هایی در دین‌و نداشتن دانش کافی برای حکومت، مسلط کردن افرادی چون معاویه بر سرنوشت آینده اسلام و… از مواردی هستند که شیعیان به آنها انتقاداتی را متوجه او کرده‌اند. اما اهل سنت وی را نه تنها به عنوان یک حاکم قدرتمند بلکه به خاطر تقوایش می ستایند. در احادیث اهل سنت، حدیثهایی از محمد و خود عمر و بعضاً به روایت عبدالله بن عمر آمده که می‌گویند عمر بر مسائل شرع اسلامی تسلط داشته است. در روایات سخنانی به عمر منسوب می‌شود که در قرون بعدی مورد بحث قرار گرفته و مثالی از مواردی است که ممکن است در قرون بعدی به وی نسبت داده شده باشد و می‌توان آن‌ها را درونی کردن هنجارها نامید. مانند مطالبی که در مورد نیت بیان کرده است. البته نصیحتهایی که وی به مسلمانان می‌کرد حاکی از آنکه از الگوی زندگی خودش که همراه با ریاضت بود، پیروی کنند را احتمالاً نمی‌توان انکار کرد. با وجود اینکه وی برخی لذایذ را بر خود حرام می‌کرد، فردی فعال و قوی دانسته شده و زندگی زاهدانه افراطی را تقبیح نموده به این علت که تنبلی و وابستگی انسان را به دنبال دارد. سخنانی از وی در منابع آمده که گفته مرگ را در حین کسب روزی حلال، بر جهاد در راه خدا ترجیح می‌دهد.

برخی نویسندگان شیعه موارد مشاوره علی با خلفا را نشانه رابطه نزدیک وی با آن‌ها نمی‌دانند. به عنوان مثال با بررسی ۱۰۷ مورد مشاوره علی با ۳ خلیفه قبل از خود به این نتیجه رسیده‌اند که در اکثریت موارد مشاوره با علی پس از رجوع به دیگران صورت گرفته است:
«این‌طور نبوده است که خلفا از آن حضرت به عنوان مشاور و وزیر دعوت به شرکت در اداره حکومت کنند و آن حضرت نیز بپذیرند و سپس این مطلب نشانی بر موافقت و همدلی حضرت با خلفا دانسته شود. بلکه خلفا … مردم را از تدبیر و درایت امیرالمؤمنین محروم کردند و آن حضرت در انزوای سیاسی و اجتماعی به کشاورزی و حفر چاه مشغول گشتند؛ و اگر گهگاه برای حل مشکلات به سراغ آن حضرت می‌رفتند از این جهت بود که برای بازشدن گره‌ها چاره‌ای جز این نداشتند.»
به علاوه آن‌ها معتقدند ازدواج ام کلثوم با عمر پس از انکارها و اعتذارهای مختلف از جانب علی و با تهدیدهای گوناگون از طرف عمر بدون رضایت قلبی علی و با واسطه عقیل و عباس انجام شده است. آن‌ها معتقدند پس از مدتی کوتاه عمر کشته شد و علی دخترش را به منزل خودش برگرداند.
در دیدگاه اهل سنت در قرن امروزی، کماکان عمر به عنوان یک الگو و رهبر دمکرات مطرح است و هنوز در میان آنان به عنوان یک رهبر زاهد و با شکوه تلقی می‌گردد.
شریعتی دربارهٔ عمر می‌نویسد:
«او (عمر)، اسلام را به یک قدرت بزرگ جهانی بدل کرد و کمر قوی‌ترین امپراطوری‌های شرق و غرب را شکست و اسلام را بر ایران و مصر و فلسطین و… حاکمیت بخشید؛ او وارث پرشکوه‌ترین امپراطوری‌ها و سلطنت‌های زمینی شد و هم‌چون یک ژنده‌پوش فقیر می‌زیست. پیاده راه می‌رفت و بر خاک می‌خفت. او فرزندش را، که به شراب خوردن در مصر، متهم شده بود، به دست خود تازیانه زد؛ می‌گریست و می‌زد، با شگفتی پرسیدند: چرا می‌گریی؟ پس چرا می‌زنی؟ و وقتی هم در بستر مرگ افتاده بود، شرطی را که با شورای انتخاب خلیفه گذاشت، این بود که فرزند او، عبدالله، را – که به زهد معروف بود – خلیفه نکنند»

## نگاره‌ها

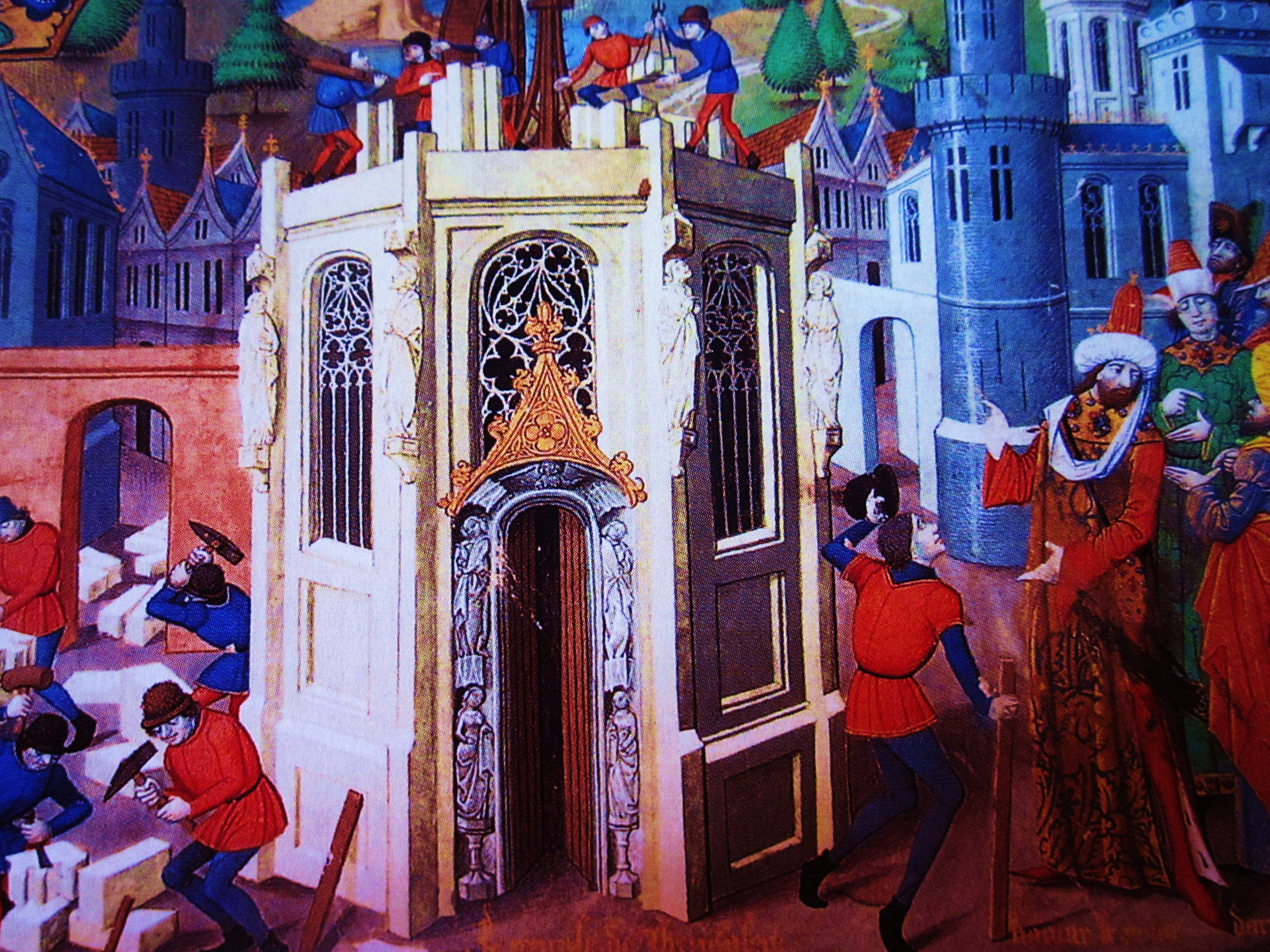
نقاشی به سبک قرون وسطی که عمر بن خطاب را در حال بنیان نهادن مسجدی در اورشلیم نشان می‌دهد
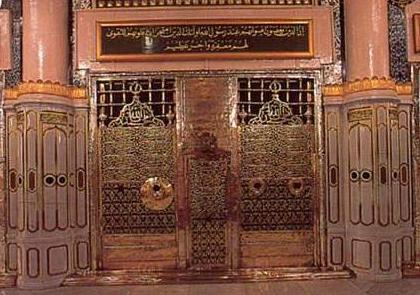
آرامگاه عمر بن خطاب در مدینه
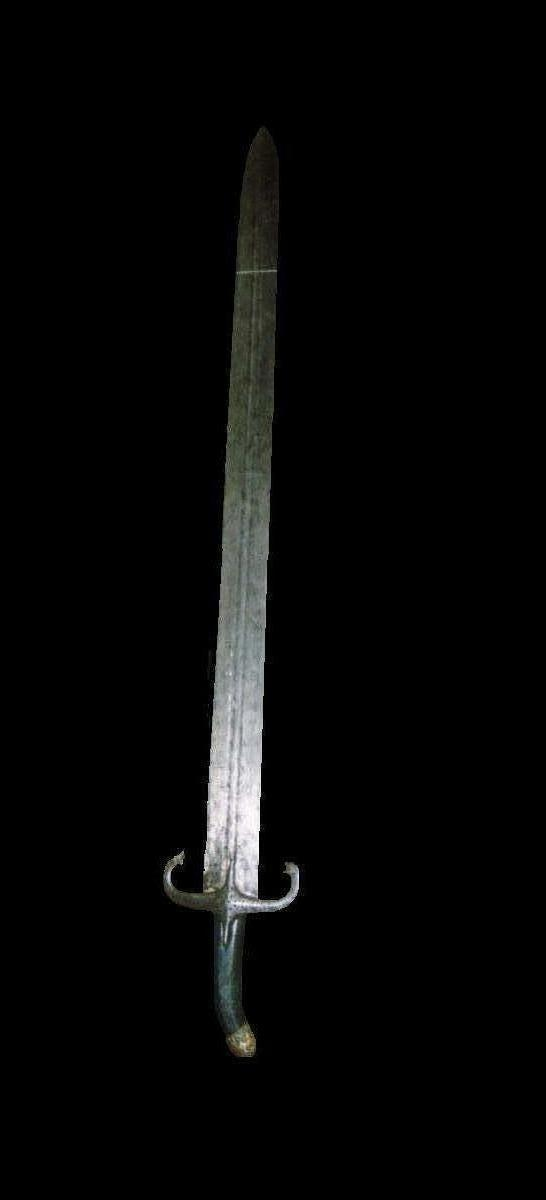
تصویر ذو الوشاح، از شمشیرهای عمر
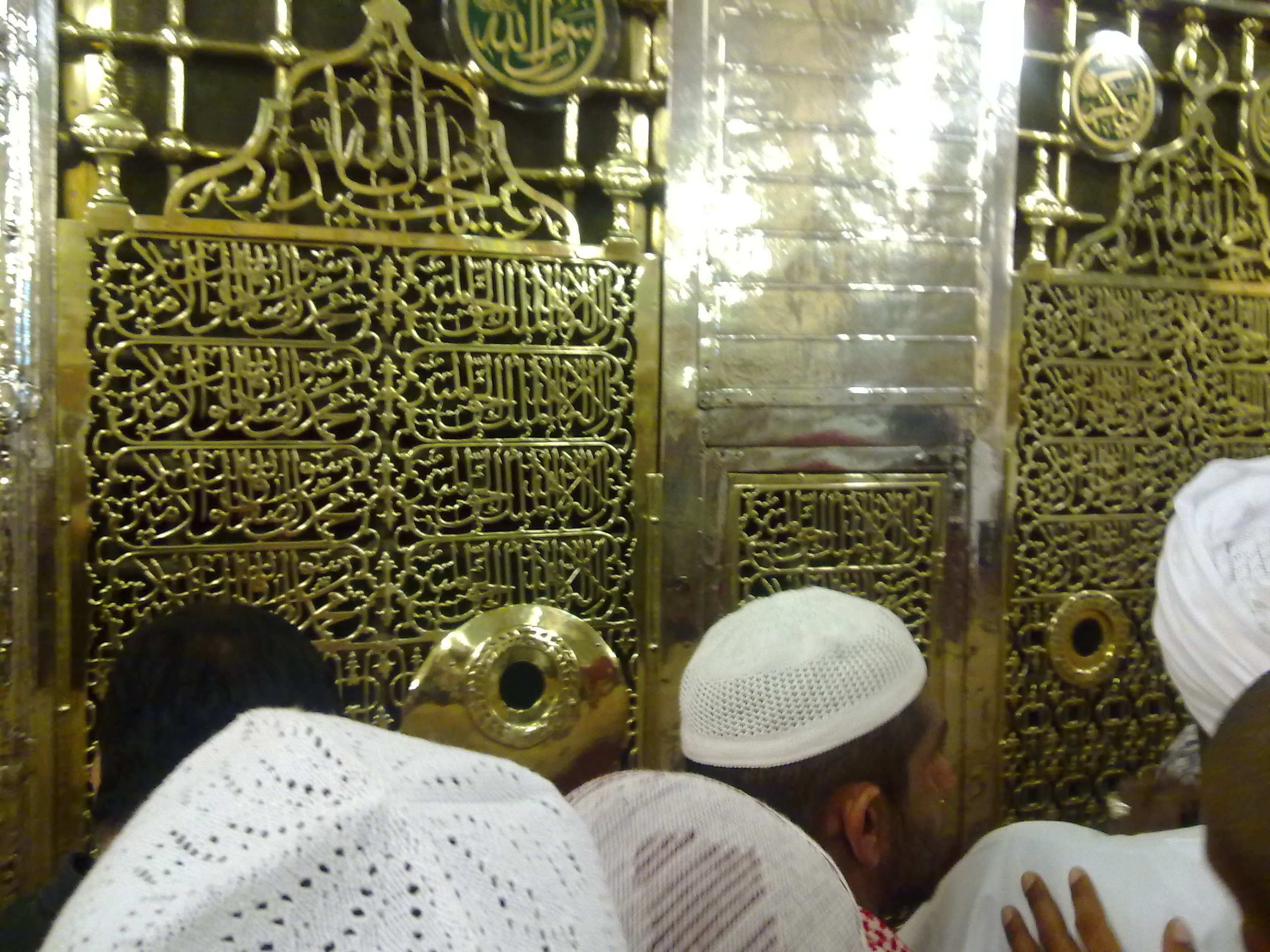
آرامگاه عمر بن خطاب در مدینه
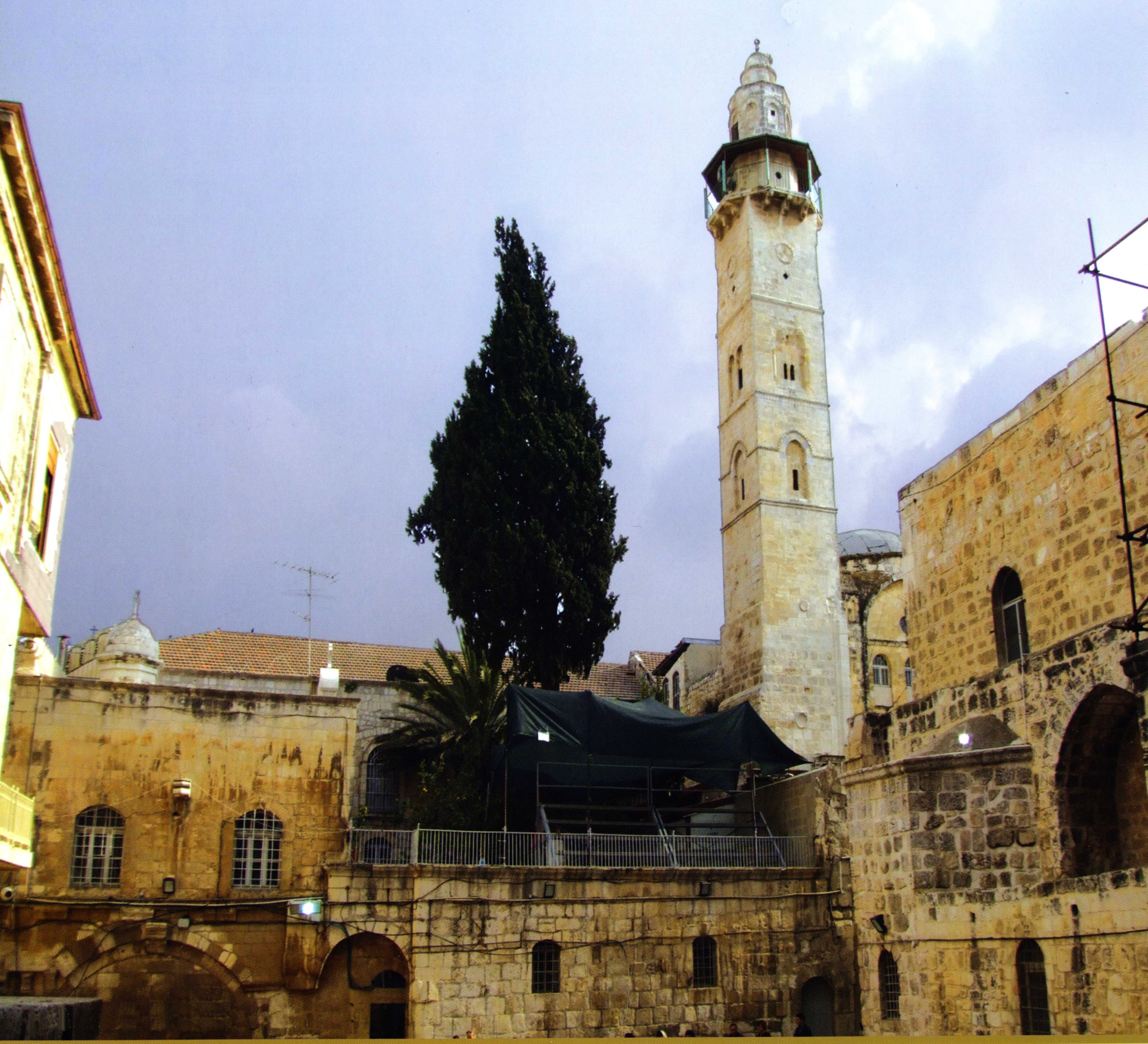
مسجد عمر در اورشلیم